# Tony Burton

Tony Burton con Carl Weathers in Rocky II (1979)

Tony Burton (Flint, 23 marzo 1937 – Menifee, 25 febbraio 2016) è stato un attore e pugile statunitense.

## Biografia
Nel 1955 e nel 1957 vinse il Flint Golden Gloves nella categoria dei mediomassimi, prima di diventare un boxeur professionista per un breve periodo di tempo.
Burton è noto al grande pubblico per l'interpretazione di Tony "Duke" Evers, l'allenatore di Apollo Creed prima e di Rocky Balboa poi, nella serie Rocky.
L'attore è stato l'unico con Sylvester Stallone e Burt Young ad aver preso parte a tutti e sei i capitoli della serie. Con dei flashback e immagini di repertorio tratte dagli episodi precedenti, è apparso anche in Creed - Nato per combattere (2015), lo spin-off che vede Stallone nuovamente candidato all'Oscar, e nel suo sequel Creed 2 (2018), in cui avviene il definitivo passaggio di consegne nel quale, idealmente, suo figlio allenerà Adonis Creed, figlio a sua volta di Apollo Creed, che come coach aveva appunto Tony.
Fra gli altri film da lui interpretati si possono citare Distretto 13 - Le brigate della morte (1976) di John Carpenter, e Bound - Torbido inganno (1996) dei fratelli Wachowski. Tony Burton ebbe anche il ruolo di garagista nel film Shining (1980) di Stanley Kubrick, anche se la scena in cui compare venne poi eliminata nella versione europea della pellicola.
Afflitto nei suoi ultimi anni di vita da problemi di salute, morì il 25 febbraio 2016 a Menifee, California, per le complicanze derivanti da una polmonite.

## Filmografia parziale

### Cinema
- Rocky, regia di John G. Avildsen (1976)
- Distretto 13 - Le brigate della morte (Assault on Precinct 13), regia di John Carpenter (1976)
- Rocky II, regia di Sylvester Stallone (1979)
- Shining (The Shining), regia di Stanley Kubrick (1980)
- Rocky III, regia di Sylvester Stallone (1982)
- Rocky IV, regia di Sylvester Stallone (1985)
- Cuore di campione (Heart of a Champion: The Ray Mancini Story), regia di Richard Michaels (1985)
- Rocky V, regia di John G. Avildsen (1990)
- Hook - Capitan Uncino (Hook), regia di Steven Spielberg (1991)
- Shade - Carta vincente (Shade), regia di Damian Nieman (2003)
- Rocky Balboa, regia di Sylvester Stallone (2006)
- Hack!, regia di Matt Flynn (2007)
- The Truth About the War in Heaven: Declaration of War, regia di William A. Baker (2014)

### Televisione
- L'incredibile Hulk (The Incredible Hulk) – serie TV, episodio 2x14 (1979)
- A-Team (The A-Team) – serie TV, episodio 2x18 (1984)

## Doppiatori italiani
Nelle versioni in italiano dei suoi film, Tony Burton è stato doppiato da:
- Renato Mori in Rocky IV, Rocky V
- Silvio Noto in Rocky
- Sergio Fiorentini in Rocky II
- Piero Tiberi in Rocky III
- Bruno Alessandro in Rocky Balboa
- Glauco Onorato in Distretto 13 - Le brigate della morte
- Sandro Sardone ne I re della spiaggia
- Sergio Rossi ne I segreti di Twin Peaks
- Stefano Mondini in Hook - Capitan Uncino
- Roberto Draghetti in Shining